# Роклі (Нью-Джерсі)
Роклі (англ. Rockleigh) — місто (англ. borough) в США, в окрузі Берген штату Нью-Джерсі. Населення — 407 осіб (2020).

## Географія
Роклі розташоване за координатами 41°0′1″ пн. ш. 73°56′3″ зх. д. / 41.00028° пн. ш. 73.93417° зх. д. (41.000241, -73.934068).  За даними Бюро перепису населення США в 2010 році місто мало площу 2,53 км², з яких 2,51 км² — суходіл та 0,02 км² — водойми.

## Демографія
Згідно з переписом 2010 року, у селищі мешкала 531 особа в 75 домогосподарствах у складі 58 родин. Було 86 помешкань
Расовий склад населення:
| - 95,1 % — білих - 2,1 % — чорних або афроамериканців - 1,5 % — азіатів - 0,2 % — корінних американців |

До двох чи більше рас належало 0,9 %. Частка іспаномовних становила 3,8 % від усіх жителів.
За віковим діапазоном населення розподілялося таким чином: 16,2 % — особи молодші 18 років, 26,7 % — особи у віці 18—64 років, 57,1 % — особи у віці 65 років та старші. Медіана віку мешканця становила 73,8 року. На 100 осіб жіночої статі у селищі припадало 58,5 чоловіків;  на 100 жінок у віці від 18 років та старших — 47,4 чоловіків також старших 18 років.
Середній дохід на одне домашнє господарство  становив 177 712 долари США (медіана — 133 125), а середній дохід на одну сім'ю — 189 026 доларів (медіана — 138 750). За межею бідності перебувало 5,9 % осіб, у тому числі 5,9 % дітей у віці до 18 років та 0,0 % осіб у віці 65 років та старших.
Цивільне працевлаштоване населення становило 75 осіб. Основні галузі зайнятості: мистецтво, розваги та відпочинок — 18,7 %, фінанси, страхування та нерухомість — 16,0 %, науковці, спеціалісти, менеджери — 14,7 %, освіта, охорона здоров'я та соціальна допомога — 14,7 %.